# Gustav Krukenberg
Gustav Krukenberg (8 de marzo de 1888 - 23 de octubre de 1980) fue un miembro de alto rango de las Waffen-SS y comandante de la División SS Charlemagne y de los restos de la División SS Nordland durante la batalla de Berlín en abril de 1945. Después Krukenberg se rindió a las tropas soviéticas del Ejército Rojo, fue juzgado, condenado y sentenciado a prisión por un tribunal soviético. Fue liberado de prisión tras cumplir 11 años de condena y murió el 23 de octubre de 1980 en Alemania.

## Biografía
Krukenberg nació en Bonn, hijo de un profesor de la Universidad de Bonn; su madre era hija del arqueólogo Alexander Conze. Alcanzó un doctorado en Derecho y se unió al ejército en 1907. Se casó en 1912. Durante la I Guerra Mundial, sirvió como oficial de ordenanza y adjunto y fue promovido a Hauptmann en 1918. Después de la guerra, en 1920 sirvió en el Servicio Civil como secretario privado del ministro de Exteriores y fue brevemente director de una compañía industrial alemana entre 1924 y 1925. En 1926 Krukenberg fue a París como parte de una delegación alemana y pasó los siguientes cinco años ahí. Se unió al Partido Nazi en abril de 1934 y trabajó en el ministerio de propaganda después de la llegada al poder de Adolf Hitler y se convirtió en miembro del Allgemeine SS en 1934.

## Segunda Guerra Mundial
Con el estallido de la II Guerra Mundial Krukenberg se reincorporó al ejército como mayor y sirvió en el Estado Mayor General en París. En diciembre de 1943 fue transferido del ejército, en el que había alcanzado el rango de Oberstleutnant (teniente coronel), a las Waffen-SS. Se incorporó con el rango equivalente de Obersturmbannführer. Krukenberg fue promovido tres veces más, alcanzando el rango de Brigadeführer en 1944. Hablante fluido en francés, fue nombrado oficialmente comandante de la División SS Charlemagne en febrero de 1945. La división fue formada a partir de los restos de la Legión de Voluntarios Franceses Contra el Bolchevismo (LVF) y la Sturmbrigade francesa.

### Berlín 1945
En la noche del 23/24 de abril de 1945, Krukenberg recibió una llamada del cuartel general del Grupo de Ejércitos Vístula. Fue convocado a llevar los restos de su división en ayuda a la defensa de Berlín. Krukenberg levantó a sus hombres y les informó de la situación. Pidió voluntarios para ir a Berlín. Aunque la mayoría quería ir, Krukenberg y Hauptsturmführer Henri Joseph Fenet solo escogieron a cuantos voluntarios podían proporcionar transporte. El grupo hizo un largo desplazamiento para evitar columnas avanzadas del Ejército Rojo y entró en Berlín a las 22:00 horas del 24 de abril de 1945.
El 25 de abril, Krukenberg fue designado por el General Helmuth Weidling como comandante del Sector C de Defensa (Berlín), que incluía la División SS Nordland, cuyo previo comandante Joachim Ziegler había sido relevado de su mando el mismo día. La llegada de los franceses de las SS reforzó la División Nordland cuyos regimientos "Norge" y "Dinamarca" habían sido diezmados en la lucha contra el Ejército Rojo soviético.
Para el 26 de abril, Neukölln había sido penetrada por grupos de combate soviéticos, Krukenberg preparó posiciones de reserva para los defensores del sector C en torno a la Hermannplatz. Trasladó su cuartel general al edificio de la ópera. La División Nordland se fue retirando hacia la Hermannplatz, mientras que los franceses a las órdenes de Fenet y algunos de las Juventudes Hitlerianas añadidos destruyeron catorce tanques soviéticos; una posición con una metralleta en el puente de Halensee logró sostener a las fuerzas soviéticas durante 48 horas.
Después de una apelación de Krukenberg, el General Weidling acordó permitir el redespliegue de la División Nordland como una unidad sin dispersarla. Weidling creó dos subsecciones del sector "Z"; el subsector occidental sería comandado por el Oberleutant Seifert. Su puesto de mando se encontraba en el Edificio del Ministerio del Aire. El subsector oriental estaría comandado por Krukenberg donde la mayoría de los restos de la Nordland ya estaban luchando. La línea de demarcación era la Wilhelmstrasse. Obligado a retroceder el 27 de abril, el cuartel general de la Nordland de Krukenberg era un carruaje de la estación del ferrocarril U-Bahn Stadtmitte en el sector de defensa Z (Distrito Central). De los 108 tanques soviéticos destruidos en el distrito centro, los franceses a las órdenes del mando global de Krukenberg contabilizaron "sobre la mitad" de ellos. El 29 de abril de 1945 Krukenberg concedió una de las últimas Cruces de Caballero de la guerra al Unterscharführer Eugène Vaulot por sus acciones de combate.
Se cree ampliamente que el 1 de mayo Krukenberg intentó detener el avance soviético ordenando a los zapadores volar el túnel del S-Bahn bajo el canal Landwehr, causando la inundación de 25 kilómetros de túneles del S-Bahn y el U-Bahn, lo que causó muchas bajas. Según el autor A. Stephan Hamilton, es más probable que el bombardeo masivo de la ciudad por centenares de toneladas de proyectiles y cohetes por los soviéticos causaron el daño e inundación de los túneles. Como los alemanes hicieron amplio uso del metro (U-Bahn) para despliegue de tropas, hospitales improvisados y como lugar de refugio del constante bombardeo, parece dudoso que Krukenberg ordenara la destrucción de los túneles del U-bahn.
Después de la muerte de Hitler, Krukenberg reunió a la mayor parte de su escolta compuesta de tropas de las SS francesas para escapar. Se unieron con Joachim Ziegler y un grupo más grande de tropas de la Nordland. Cruzaron el Spree justo antes del amanecer. Cerca de la estación Gesundbrunnen U-Bahn cayeron bajo intenso fuego de las tropas del Ejército Rojo. Ziegler fue gravemente herido y murió el 2 de mayo. Después, Krukenberg llegó a Dahlem donde se escondió en un apartamento durante una semana antes de rendirse a las tropas del Ejército Rojo. Fue juzgado, condenado y sentenciado a prisión por una corte soviética. Fue liberado de prisión después de cumplir 11 años de condena y retornó a Alemania. Krukenberg murió el 23 de octubre de 1980.

## Condecoraciones
- Cruz de Hierro (1914), 1.ª y 2.ª clases[1]
- Broche de la Cruz de Hierro (1939), 1.ª y 2.ª clases[17]
- Cruz de Honor de la Guerra Mundial 1914/1918